# 天主教丁迪古尔教区
天主教丁迪古爾教區 （拉丁語：Dioecesis Dindigulensis）是羅馬天主教的一個教區，位於印度泰米爾納德邦中南部，受馬杜賴總教區管轄。
教區成立於2003年10月23日。2006年有教友106,000名，佔轄區總人口百分之九。由107名司鐸名管理三十七個堂區。現任教區主教為安多尼‧帕普薩米。